# Comarum
Genre
Comarum est un genre de plantes à fleurs de la famille des Rosaceae. Sur les dix espèces classées dans ce genre, une seule est reconnue comme telle selon la World Checklist of Vascular Plants : Comarum palustre.

## Liste des espèces
Selon GBIF (12 mai 2021) :
- Comarum palustre L.

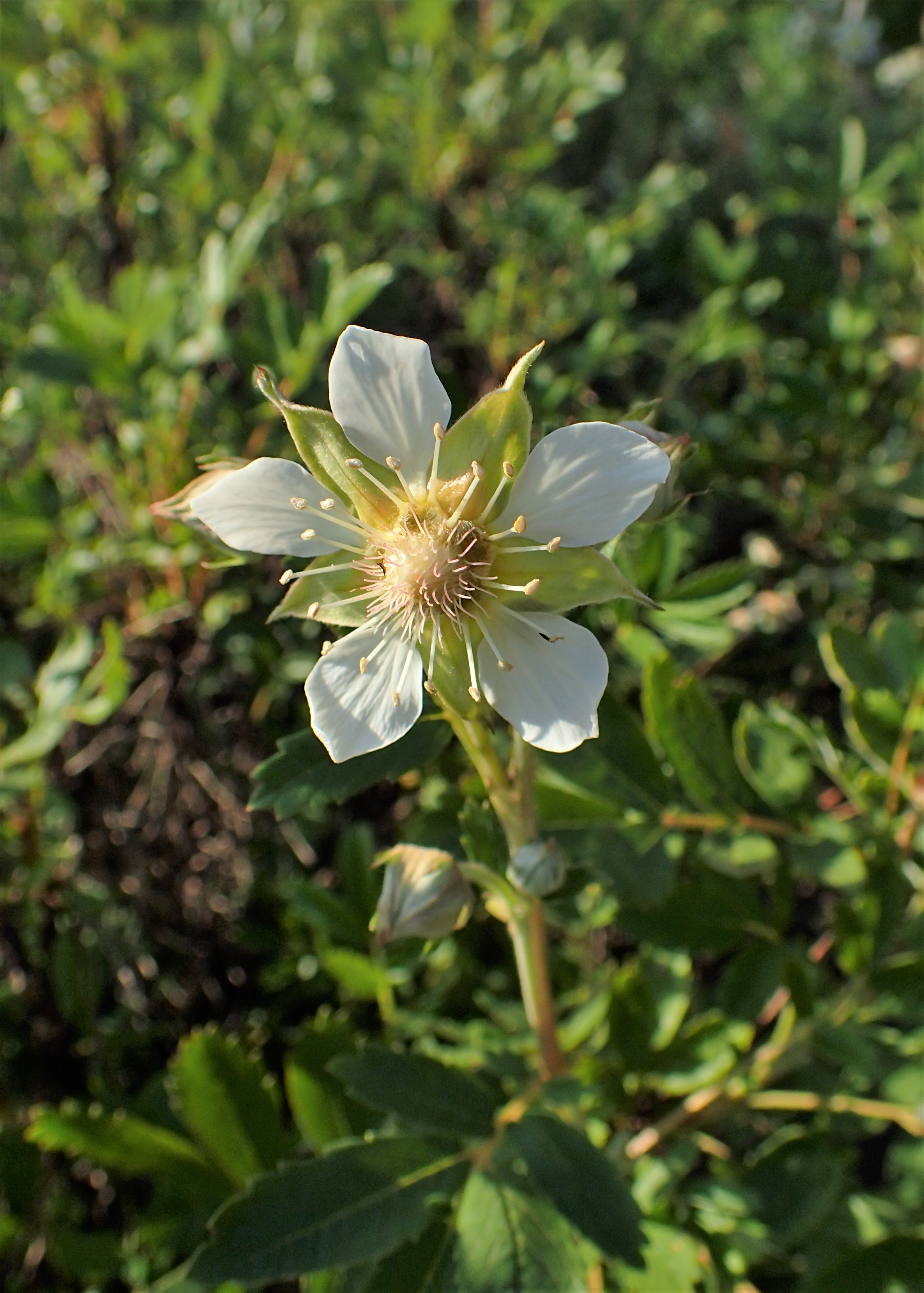
Comarum salesovianum.

- Comarum salesovianum (Stephan) Asch. & Graebn.

Selon la World Checklist of Vascular Plants :
- Comarum angustifolium Raf., synonyme de Comarum palustre L.
- Comarum arcticum Gand., synonyme de Comarum palustre L.
- Comarum digitatum Raf., synonyme de Comarum palustre L.
- Comarum flavum Buch.-Ham. ex Roxb., synonyme de Potentilla supina L.
- Comarum fragarioides Roth, synonyme de Potentilla sterilis (L.) Garcke
- Comarum palustre L., nom correct
- Comarum rubrum Gilib., synonyme de Comarum palustre L.
- Comarum salesovii (Stephan ex Willd.) Bunge, synonyme de Farinopsis salesoviana (Stephan) Chrtek & Soják
- Comarum supinum (L.) Alef., synonyme de Potentilla supina L.
- Comarum tomentosum Raf., synonyme de Comarum palustre L.

## Taxonomie
Le genre est décrit en 1753 par le naturaliste suédois Carl von Linné, pour l'espèce type Comarum palustre.
Les genres suivants sont synonymes de Comarum :
- Commarum Schrank, orth. var.[3]
- Farinopsis Chrtek & Soják[3]
- Pancovia Heist. ex Fabr.[1]